# فوقس خيطي الشكل
فوقس خيطي الشكل (الاسم العلمي: Fucus filiformis) هي نوع من الطلائعيات يتبع جنس الفوقس من الفصيلة الفوقسية.